# Udea ragonoti
Udea ragonoti là một loài bướm đêm trong họ Crambidae.